# Gymnomenia pellucida
Gymnomenia pellucida är en blötdjursart som beskrevs av Nils Hjalmar Odhner 1921. Gymnomenia pellucida ingår i släktet Gymnomenia och familjen Gymnomeniidae. Inga underarter finns listade i Catalogue of Life.